# Sulphuric Saliva
Sulphuric Saliva est le projet solo du Grenoblois Christophe Leusiau. Fin 1999, sa première démo Noisetracks est repérée par Laurent Hô qui en fera le troisième CD sorti sur le label français Uncivilized World.
L'artiste, autant inspiré par la vague power noise (Sonar, Converter, Imminent (ex-Imminent Starvation), etc.) que par des pionniers de la musique électronique/symphonique comme Tangerine Dream ou Vangelis, exprime un goût certain pour le bruit dans Noisetracks. Son second album Heart of Noise joue plus explicitement sur les mélodies, aspect qui se développe encore dans son troisième album No Opportunities in Standard Experiences.
L'aspect purement rythmique, propre au style musical pratiqué par Sulphuric Saliva, est grandement enrichi par des constructions mélodiques "planantes".